# Critério de Eisenstein
Em matemática, o critério de Eisenstein fornece uma condição suficiente para que um polinômio com coeficientes inteiros seja irredutível sobre os números racionais, isto é, para que seja impossível fatorá-lo como  o produto de polinômios não constantes com coeficientes racionais.
Este critério não é aplicável a todos os polinômios com coeficientes inteiros que são irredutíveis sobre os números racionais, mas ele permite demonstrar a irredutibilidade em certos casos importantes, com muito pouco esforço. Ele pode ser aplicado diretamente ou após uma transformação do polinômio original.
Este critério recebe o nome de Gotthold Eisenstein. No início do século XX, ele também era conhecido como teorema de Schönemann–Eisenstein porque Theodor Schönemann foi o primeiro a publicá-lo.

## Critério
Suponha que se tenha o seguinte polinômio com coeficientes inteiros.
{\displaystyle Q(x)=a_{n}x^{n}+a_{n-1}x^{n-1}+\cdots +a_{1}x+a_{0}}
Se existe um número primo p tal que as três condições seguintes se aplicam:
- p divide cada ai para i ≠ n,
- p não divide an, e
- p2 não divide a0,

então Q é irredutível sobre os números racionais. Ele também será irredutível sobre os inteiros, a menos que todos os seus coeficientes tenham um fator não trivial em comum (neste caso, Q como um polinômio em números inteiros terá algum número primo, necessariamente distinto de p, como um fator irredutível). Essa última possibilidade pode ser evitada fazendo, primeiramente, com que Q seja primitivo, dividindo-o pelo maior divisor comum de seus coeficientes (o conteúdo de Q). Esta divisão não alterar se Q é redutível ou não sobre os números racionais (ver fatoração em parte primitiva e conteúdo para mais detalhes), e não invalida as hipóteses do critério para p (pelo contrário ela poderia fazer o critério ser válido para algum primo, mesmo se não o fosse antes da divisão).

## Exemplos
Pode-se aplicar o critério de Eisenstein tanto diretamente (por exemplo, usando o polinômio original) ou após uma transformação do polinômio original.

### Direto (sem transformação)
Considere o polinômio Q(x) = 3x4 + 15x2 + 10. Para que o critério de Eisenstein se aplique para um número primo p este deve dividir ambos os coeficientes não-líderes, 15 e 10, o que significa que só p = 5 poderia funcionar, e de fato isso ocorre pois 5 não divide o coeficiente líder 3, e o seu quadrado é 25, que não divide o coeficiente constante 10. Pode-se portanto concluir que Q é irredutível sobre Q (e como ele é primitivo, também sobre Z). Note que como Q é de grau 4, essa conclusão não poderia ser estabelecida verificando apenas que Q não possui raízes racionais (que elimina a possibilidade de fatores de grau 1), pois também seria possível uma decomposição em dois fatores quadráticos.

### Indireto (depois de uma transformação)
Muitas vezes o critério de Eisenstein não se aplica a nenhum número primo. No entanto, pode ser que ele se aplique (para algum número primo) ao polinômio obtido após a substituição de x por x + a (para algum inteiro a). O fato de o polinômio obtido depois da substituição ser irredutível, permite então concluir que o polinômio original também é. Este procedimento é conhecido como a aplicação de uma deslocamento ou translação.
Por exemplo, considerando H = x2 + x + 2, em que o coeficiente 1 do termo x não é divisível por nenhum primo, o critério de Eisenstein não se aplica a H. Mas se cada x em H for substituído por x + 3, obtém-se o polinômio x2 + 7x + 14, que satisfaz o critério de Eisenstein para o número primo 7. Como a substituição é um automorfismo do anel Q[x], o fato de ser obtido um polinômio irredutível depois da substituição implica que se tinha um polinômio irredutível originalmente. Neste exemplo em particular, teria sido mais simples argumentar que H (sendo mônico de grau 2) só poderia ser redutível se tivesse uma raiz inteira, o que, obviamente, não possui; no entanto, o princípio geral de tentar substituições para fazer com o que o critério de Eisenstein se aplique é uma maneira útil de ampliar o seu âmbito de aplicação.
Outra possibilidade para transformar um polinômio de modo a satisfazer o critério, que pode ser combinada com a aplicação de um deslocamento, é inverter a ordem de seus coeficientes, contanto que o seu termo constante seja diferente de zero (afinal, se não fosse o polinômio já seria divisível por x). Isso pode ser feito porque esses polinômios são redutível em R[x] se, e somente se, eles são redutíveis em R[x, x−1] (para qualquer domínio de integridade R), e neste anel a substituição de x por x−1 inverte a ordem dos coeficientes (de forma simétrica em relação ao coeficiente constante, mas uma subsequente mudança no expoente corresponde à multiplicação por uma unidade). Como um exemplo, 2x5 − 4x2 − 3 satisfaz o critério para p = 2, depois de inverter os seus coeficientes e (sendo primitivo) é, portanto, irredutível em Z[x].

### Polinômios ciclotômicos
Uma classe importante de polinômios cuja irredutibilidade pode ser estabelecida usando o critério de Eisenstein é a dos polinômios ciclotômicos para números primos p. Um polinômio deste tipo é obtido dividindo-se o polinômio xp − 1 pelo fator x − 1, correspondente à sua raiz óbvia 1 (que, se p > 2,  é a sua única raiz racional):
{\displaystyle {\frac {x^{p}-1}{x-1}}=x^{p-1}+x^{p-2}+\cdots +x+1.}
Aqui, tal como no exemplo anterior de H, os coeficientes iguais a 1 impedem que o critério de Eisenstein seja aplicado diretamente. No entanto, o polinômio satisfará o critério para p após a substituição de x por x + 1: isso resulta em:
{\displaystyle {\frac {(x+1)^{p}-1}{x}}=x^{p-1}+{\binom {p}{p-1}}x^{p-2}+\cdots +{\binom {p}{2}}x+{\binom {p}{1}},}
em que todos os coeficientes não-líderes são divisíveis por p, por propriedades dos coeficientes binomiais, e cujo coeficiente constante é igual a p, e, portanto, não divisível por p2. Uma forma alternativa de chegar a esta conclusão é usar a identidade (a + b)p = ap + bp , que é válida em característica p (e que é baseada nas mesmas propriedades dos coeficientes binomiais, e dá origem ao endomorfismo de Frobenius), para calcular a redução módulo p do quociente de polinômios:
{\displaystyle {\frac {(x+1)^{p}-1}{x}}\equiv {\frac {x^{p}+1^{p}-1}{x}}={\frac {x^{p}}{x}}=x^{p-1}{\pmod {p}},}
o que significa que os coeficientes não-líderes do quociente são todos divisível por p; a verificação que resta, de que o termo constante do quociente é p, pode ser feita substituindo-se x por 1 (em vez de x + 1) na forma expandida xp−1 + ... + x + 1.

## História
O primeiro a publicar uma versão do critério foi Theodor Schönemann, em 1846, no Jornal de Crelle, onde consta (em tradução livre)
Que (x − a)n + pF(x) será irredutível módulo Schönemann quando F(x) módulo p não contém um fator x−a.
Esta formulação já incorpora uma mudança para a em vez de 0; a condição sobre F(x) significa que F(a) não é divisível por p, e assim pF(a) é divisível por p, mas não por p2. Da forma como está, a afirmação não é inteiramente correta, no sentido de que ela não faz suposições sobre o grau do polinômio F(x), de modo que o polinômio considerado não precisa ter o grau n que a sua expressão sugere; o exemplo x2 + p(x3 + 1) ≡ (x2 + p)(px + 1) mod p2, mostra que a conclusão não é válida sem tal hipótese. Assumindo que o grau de F(x) não exceda n, o critério é correto, no entanto, e um pouco mais forte do que a formulação dada acima, pois se (x − a)n + pF(x) é irredutível modulo p2, certamente não pode ser decomposto em Z[x] em fatores não constantes.
Posteriormente, Eisenstein publicou uma versão um pouco diferente, em 1850, também no Jornal de Crelle. Nsta versão, traduzida para o português, lê-se:
Quando em um polinômio F(x) em x de grau arbitrário, o coeficiente do maior termo é 1, e todos os coeficientes seguintes são números inteiros (reais, complexos), os quais são divisíveis por um certo número primo (real resp. complexo) m, e quando, além disso, o último coeficiente é igual a εm, onde ε denota um número não divisível por m: então é impossível escrever F(x) na forma
{\displaystyle \left(x^{\mu }+a_{1}x^{\mu -1}+\cdots +a_{\mu }\right)\left(x^{\nu }+b_{1}x^{\nu -1}+\cdots +b_{\nu }\right)}

onde μ, ν ≥ 1, μ + ν = deg(F(x)), e todos os a e b são números inteiros (reais resp. complexos); a equação F(x) = 0 , portanto, é irredutível.
Aqui, "números inteiros reais" são os números inteiros usuais e "números inteiros complexos" são os inteiros de Gauss; a interpretação de "números primos reais e complexos" deve ser análoga. A aplicação para a qual Eisenstein desenvolveu seu critério, foi o estabelecimento da irredutibilidade de certos polinômios com coeficientes nos inteiros de Gauss que surgem no estudo da divisão da lemniscata em pedaços de mesmo comprimento de arco.
Notavelmente tanto Schönemann quanto Eisenstein, depois de terem formulado seus respectivos critérios para a irredutibilidade, os aplicaram imediatamente para dar uma prova elementar da irredutibilidade dos polinômios ciclotômicos para números primos, um resultado que Gauss tinha obtido em seu trabalho Disquisitiones Arithmeticae com uma prova muito mais complicada. Na verdade, Eisenstein acrescenta em uma nota de rodapé que a única prova dessa irredutibilidade que ele conhece, além da de Gauss, é uma dada por Kronecker, em 1845. Isso mostra que ele não tinha ciência das duas provas diferentes dessa afirmação que Schönemann tinha dado em seu artigo de 1846, em que a segunda prova foi baseada no critério mencionado anteriormente. Isto é ainda mais surpreendente se for considerado o fato de que duas páginas adiante, Eisenstein, na verdade, refere-se (para um assunto diferente) à primeira parte do artigo de Schönemann. Em uma nota ("Notiz"), que apareceu no número seguinte da revista, Schönemann aponta isso para Eisenstein, e indica que o último método não é essencialmente diferente do que ele usou na segunda demonstração.

## Prova básica
Para provar a validade do critério, suponha que Q satisfaça o critério para o número primo p, mas que, no entanto, seja redutível em Q[x], com o objetivo de obter uma contradição. A partir do lema de Gauss conclui-se que Q também é irredutível em Z[x], e na verdade pode ser escrito como o produto Q = GH de dois polinômios não-constantes G, H (no caso de Q não ser primitivo, aplica-se o lema ao polinômio primitivo Q/c (onde o inteiro c é o conteúdo de Q) para obter uma decomposição para ele, e multiplica-se um dos fatores por c para obter uma decomposição de Q). Agora reduza Q = GH módulo p para obter uma decomposição em (Z/pZ)[x]. Mas por hipótese essa redução de Q deixa o seu termo de maior grau, da forma ax^n para alguma constante não nula a em Z/pZ, como o único termo não nulo. Mas então as reduções módulo p de G e H necessariamente fazem com que todos os termos de menor grau sumam (e não podem fazer os seus termos de maior grau sumirem), pois não é possível nenhuma outra decomposição de ax^n em (Z/pZ)[x], que é um domínio de fatoração única. Em particular os termos constantes de G e H somem após a redução, e como tal são divisíveis por p, e então o termo constante de Q, que é o produto deles, é divisível por p^2, contrariando a hipótese, e tem-se uma contradição.
Uma segunda prova do critério de Eisenstein também começa com a suposição de que o polinômio Q(x) seja irredutível. É mostrado que essa suposição implica uma contradição.
A suposição de que
{\displaystyle Q\left(x\right)=a_{n}x^{n}+a_{n-1}x^{n-1}+\cdots +a_{1}x+a_{0}}
seja redutível implica que há dois polinômios G(x) e H(x) com
{\displaystyle Q(x)=G(x)\cdot H(x)}.
Cada um dos polinômios G(x) e H(x) tem coeficientes c0...cr e d0...ds
{\displaystyle G(x)=c_{r}x^{r}+c_{r-1}x^{r-1}+\cdots +c_{0}}
{\displaystyle H(x)=d_{s}x^{s}+d_{s-1}x^{s-1}+\cdots +d_{0}}
tais que r ≥ 1, s ≥ 1 e r + s = n.
O coeficiente a0 do polinômio Q(x) pode ser dividido pelo primo p, mas não por p2. Como a0=c0⋅d0, é possível dividir c0 ou d0 por p, mas não ambos. Pode-se continuar, sem perda de generalidade:
- com um coeficiente c0 que pode ser dividido por p e
- com um coeficiente d0 que não pode ser dividido por p.

Por hipótese,  {\displaystyle p} não divide  {\displaystyle a_{n}}. Considerando que an=cr⋅ds, nem cr e nem ds podem ser divididos por p. Assim, se {\displaystyle a_{r}} é o  {\displaystyle r}-ésimo coeficiente do polinômio redutível {\displaystyle Q}, então (possivelmente com {\displaystyle d_{t}=0} no caso de {\displaystyle t>s})
{\displaystyle a_{r}=c_{r}d_{0}+c_{r-1}d_{1}+\cdots +c_{0}d_{r}}
em que {\displaystyle c_{r}d_{0}} não pode ser dividido por {\displaystyle p}, porque nem {\displaystyle d_{0}} nem {\displaystyle c_{r}} podem ser divididos por {\displaystyle p}.
Será provado que {\displaystyle c_{0},c_{1},\ldots ,c_{r-1}} são todos divisível por p. Como {\displaystyle a_{r}} também é divisível por p (pela hipótese do critério), isso implica que {\displaystyle c_{r}d_{0}=a_{r}-(c_{r-1}d_{1}+\cdots +c_{0}d_{r})} é divisível por p, uma contradição que comprova o critério.
É possível dividir {\displaystyle c_{0}d_{r}} por {\displaystyle p}, porque {\displaystyle c_{0}} pode ser dividido por {\displaystyle p}.
Pela suposição inicial, é possível dividir o coeficiente a1 do polinômio Q(x) por p. Como
{\displaystyle a_{1}=c_{0}d_{1}+c_{1}d_{0}}
e como d0 não é um múltiplo de p
deve ser possível dividir c1 por p. Analogamente, por indução, {\displaystyle c_{i}} 
é um múltiplo de {\displaystyle p} para todo {\displaystyle i<r}, o que termina a prova.

## Explicação avançada
Aplicando a teoria do polígono de Newton para o corpo de números p-ádicos, para um polinômio de Eisenstein, deve-se tomar o fecho convexo inferior dos pontos
(0, 1), (1, v1), (2, v2), ..., (n − 1, vn−1), (n, 0),
em que vi é a valorização p-ádica de ai (ou seja a potência mais alta de p que o divide). Agora as informações disponíveis sobre cada vi com 0 < i < n, especificamente, de que eles são pelo menos um, são tudo o que se precisa para concluir que o fecho convexo inferior é exatamente o único segmento de reta que liga (0, 1) a (n, 0), cuja inclinação é −1/n.
Isto mostra que cada raiz de Q tem valorização p-ádicica 1/n e, portanto, que Q é irredutível sobre o corpo p-ádico (já que, por exemplo, nenhum produto de qualquer subconjunto próprio de raízes tem valorização inteira); e, a fortiori, sobre o corpo dos números racionais.
Este argumento bem mais complicado do que o argumento direto por redução mod p. No entanto, ele permite que se perceba, em termos da teoria algébrica dos números, com que frequência o critério de Eisenstein pode se aplicar, após alguma mudança de variável; e assim limitar severamente as opções possíveis de p com relação ao qual o polinômio poderia ter uma translação de Eisenstein (isto é, tornar-se Eisenstein depois de uma mudança de variáveis aditiva, como no caso do p-ésimo polinômio ciclotômico).
De fato, somente primos p ramificando na extensão de Q gerada por uma raiz de Q têm alguma chance de funcionar. Estes podem ser encontrados em termos do discriminante de Q. Por exemplo, no caso x2 + x + 2 dado acima, o discriminante é −7 , de modo que 7 é o único primo que tem uma chance de fazer ele satisfaz o critério. Módulo 7, torna-se (x − 3)2— uma raiz repetida é inevitável, uma vez que o discriminante é 0 mod 7. Portanto, o deslocamento da variável, na verdade, é algo previsível.
Novamente, para o polinômio ciclotômico, tem-se
(x − 1)p−1 mod p;
pode-se mostrar que o discriminante é (a menos de um sinal) pp−2, por métodos de álgebra linear.
Mais precisamente, apenas os primos totalmente ramificados têm uma chance de ser primos de Eisenstein para o polinômio. (Em corpos quadráticos, a ramificação é sempre total, portanto, a distinção não é vista no caso  quadrático, como em x2 + x + 2 , acima.) Na verdade, os polinômios de Eisenstein são diretamente vinculados a primos totalmente ramificados, como segue: se uma extensão de corpo dos racionais é gerada pela raiz de um polinômio que é Eisenstein em p, então p é totalmente ramificado na extensão, e reciprocamente, se p é totalmente ramificado em um corpo numérico, então o corpo é gerado pela raiz de polinômio de Eisenstein em p.

## Generalização

### Critério generalizado
Dado um domínio de integridade D, seja
{\displaystyle Q=\sum _{i=0}^{n}a_{i}x^{i}}
um elemento de D[x], o anel de polinômios com coeficientes em D.
Suponha que existe um ideal primo p de D tal que
- ai ∈ p para cada i ≠ n,
- an ∉ p, e
- a0 ∉ p2, onde p2 é o produto de ideais de p com si mesmo.

Então Q não pode ser escrito como um produto de dois polinômios não constantes em D[x]. Se, além disso, Q é primitivo (isto é, não tem divisores não-triviais constantes), então ele é irredutível em D[x]. Se D é um domínio de fatoração única com corpo de frações F, então pelo lema de Gauss Q é irredutível em F[x], seja ele primitivo ou não (pois fatores constantes são inversíveis em F[x]); neste caso, uma possível escolha de ideal primo é o ideal principal gerado por qualquer elemento irredutível de D. A última afirmação resulta no teorema original para D = Z ou (na formulação de Eisenstein) para D = Z[i].

### Prova
A prova desta generalização é semelhante àquela da formulação original, considerando-se a redução dos coeficientes módulo p; o ponto essencial é que um polinômio de termo único sobre o domínio de integridade D/p não pode ser decomposto como um produto em que pelo menos um dos fatores tem mais de um termo (porque em um tal produto não pode haver cancelamento do coeficiente nem de maior nem de menor grau possível).

### Exemplo
Depois de Z, um dos exemplos básicos de um domínio de integridade é o anel de polinômios D = k[u] na variável u sobre o corpo k. Neste caso, o ideal principal gerado por u é um ideal primo. O critério de Eisenstein pode então ser utilizado para provar a irredutibilidade de um polinômio tal como Q(x) = x3 + ux + u em D[x]. De fato, u não divide a3, u2 não divide a0, e u divide a0, a1 e a2. Isso mostra que este polinômio satisfaz as hipóteses da generalização do critério de Eisenstein para o ideal primo p = (u) pois, para um ideal principal (u), ser um elemento de (u) é equivalente a ser divisível por u.